# Drefeld
Drefeld, Drefeldt eller Trefeld är en gammal dansk adelsätt. Ättens namn är en översättning från tyskan Drei Feldt (tre fält) vilket kommer från ättens vapen som är en delad sköld, med det undre fältet blått, med den övre delen är kluven, med höger fält rött, och med vänster fält i silver, varför skölden bildar tre fält i rött, silver, och blått. Vapnet är en horisontellt spegelvänd version av den svenska Frösviksättens vapenmärke.

## Släkttavla
1. NN
  1. Esbern
    1. Karl Esbernsen

  2. Mogens Trefeld, tog namn efter vapnet. [1]
    1. Mogens Mogensen. 
      1. Anne Trefeld
      2. Gødike Mogensen
        1. Cecilie Gødikesdatter, gift med Oluf Olufsen Lunge till Mosegård

      3. Gjord Mogensen
        1. Jep Mus, gift med Kirsten Pedersdatter Tott
        2. Jens Gjordsen
          1. Gjord Jensen
            1. Bodil Gjordsdatter, gift med Niels Philipsen (Galen)
            2. Kirstine Gjordsdatter, gift med Aage Nielsen (Sparre af Ellinge)

          2. Jens Jensen
            1. Niels Jensen, gift med Ingeborg Holgersdatter (Ulfstand)
              1. Kirsten Nielsdatter, gift med Peder Jakobsen Stygge.
                1. Gjord Nielsen, släktens sista man på svärddssidan. Gift med Kirsten Eriksen Banner.
                  1. Anne Gjordsdatter, gift med Anders Bjørnsen.
                  2. Ingeborg Gjordsdatter gift med Peder Ebbesen Galt.

    2. Josef Magnussen. Erik Menveds man, mördad i Lund.
    3. Jurs Magnussen, kanik i Lund
    4. Laurids Magnussen